# Onder de Boompjes (distilleerderij)
Onder de Boompjes is een van de oudste distilleerderijen van Nederland. De distilleerderij is opgericht in 1658 in Leiden en is tegenwoordig gevestigd in Schiedam. De distilleerderij maakt vier genevers, twee gins en een vodka.

## Productie
Onder de Boompjes is een van de laatste zelfstandige distilleerderijen in Nederland die de gehele productie onder eigen controle heeft. De moutwijn wordt binnenshuis geproduceerd, waardoor er optimale controle is over de smaak.
Naast de productie van hun Jonge Genever, Oude Genever, Korenwijn, en Moutwijn Genever produceren zij ook verschillende Gins. Zo is Onder de Boompjes de producent van de Sylvius Gin. Daarnaast heeft Onder de Boompjes samen met een Nederlands driesterrenrestaurant, De Librije, Gastrogin ontwikkeld. 